# Uuden Musiikin Kilpailu 2016
Uuden Musiikin Kilpailu 2016 (Abk. UMK 2016) war die fünfte Ausgabe des Uuden Musiikin Kilpailu, dem finnischen Vorentscheid für den Eurovision Song Contest 2016. Den Wettbewerb gewann Sandhja mit dem Lied Sing It Away.

## Format

### Konzept
Am 26. Mai 2015 verkündete der finnische Rundfunk Yleisradio, dass Finnland 2016 erneut am Eurovision Song Contest teilnehmen wird und man voraussichtlich den Uuden Musiikin Kilpailu erneut als Vorentscheidung verwenden wird. Am 1. September 2015 begann die Einreichungsphase für Beiträge, die am Vorentscheid teilnehmen sollen. Laut Regelwerk muss mindestens ein Mitglied des Acts die finnische Staatsbürgerschaft besitzen. Die Einreichungsphase endete am 8. September 2015. Am 7. November 2015 wurde berichtet, dass Krista Siegfrids und Roope Salminen die Shows moderieren würden. Am 12. Januar 2016 wurden die teilnehmenden Beiträge der Presse vorgestellt.
Nach der Einreichungsphase wählte eine Gruppe aus Experten 18 Beiträge, die in den Vorrunden antreten durften. Diese Beiträge wurden am 30. Januar 2016 in einer Preview-Show, in der von einer Jury, bestehend aus Essi Hellén, Mikko Silvennoinen, Jaana Pelkonen und Tommi Manninen, und dem Publikum das beste Musikvideo gewählt wurde, vorgestellt. Die Jury kürte Cristal Snow mit Love is blind und Sandhja mit Sing It Away zum Sieger, während das Publikum nur Love is blind wählte. Zwischen dem 6. und dem 20. Februar 2016 fanden die drei Vorrunden statt. Hier qualifizierten sich jeweils drei von sechs Liedern für das Finale, welches am 27. Februar 2016 stattfand. Im Finale wurde der Gewinner durch 50 % Jury- und 50 % Televoting ermittelt.

## Halbfinale

### Erstes Halbfinale
Das erste Halbfinale fand am 6. Februar 2016 um 20:00 Uhr (MEZ) statt. Saara Aalto, Stella Christine und Eini konnten sich für das Finale qualifizieren. Als Pausenfüller sangen die Moderatoren das Lied Juontoharjoitukset.
| Platz | Startnr. | Interpret        | Lied Musik (M) und Text (T)                           | Übersetzung (Inoffiziell)     | Zuschauerstimmen (Televoting & SMS) | Zuschauerstimmen (Televoting & SMS) | Zuschauerstimmen (Televoting & SMS) |
| Platz | Startnr. | Interpret        | Lied Musik (M) und Text (T)                           | Übersetzung (Inoffiziell)     | Runde 1                             | Runde 2                             | Gesamt                              |
| ----- | -------- | ---------------- | ----------------------------------------------------- | ----------------------------- | ----------------------------------- | ----------------------------------- | ----------------------------------- |
| 1.    | 1        | Saara Aalto      | No Fear M/T: Saara Aalto                              | Keine Angst                   | 35 %                                | 35 %                                | 35 %                                |
| 2.    | 3        | Stella Christine | Ain't Got Time for Boys M/T: Stella Christine         | Ich habe keine Zeit für Jungs | 17 %                                | 21 %                                | 21 %                                |
| 3.    | 4        | Eini             | Draamaa M/T: Janne Rintala                            | Drama                         | 11 %                                | 19 %                                | 18 %                                |
| 4.    | 6        | Pää-Äijät        | Shamppanjataivas M/T: Julmari, Jaba, Jimi, Heku, Samu | Champagnerhimmel              | 16 %                                | 10 %                                | 11 %                                |
| 5.    | 5        | ClemSO           | Thief M/T: Clement Ogundipe, Gideon Aiyegunle         | Dieb                          | 12 %                                | 08 %                                | 08 %                                |
| 6.    | 2        | Mikko Herranen   | Evil Tone M/T: Mikko Herranen                         | Böser Ton                     | 09 %                                | 07 %                                | 07 %                                |

 Kandidat hat sich für das Finale qualifiziert.

### Zweites Halbfinale
Das zweite Halbfinale fand am 13. Februar 2016 um 20:00 Uhr (MEZ) statt. Mikael Saari und Kimmo Blom nahmen 2013 beziehungsweise 2015 schon einmal am Vorentscheid teil. Mikael Saari, Annica Milán & Kimmo Blom und Cristal Snow konnten sich für das Finale qualifizieren. Dieses Halbfinale wurde nur von Roope Salminen moderiert, da Krista Siegfrids zeitgleich in Schweden am Melodifestivalen 2016 teilgenommen hat.
| Platz | Startnr. | Interpret                 | Lied Musik (M) und Text (T)                                                         | Übersetzung (Inoffiziell) | Zuschauerstimmen (Televoting & SMS) | Zuschauerstimmen (Televoting & SMS) | Zuschauerstimmen (Televoting & SMS) |
| Platz | Startnr. | Interpret                 | Lied Musik (M) und Text (T)                                                         | Übersetzung (Inoffiziell) | Runde 1                             | Runde 2                             | Gesamt                              |
| ----- | -------- | ------------------------- | ----------------------------------------------------------------------------------- | ------------------------- | ----------------------------------- | ----------------------------------- | ----------------------------------- |
| 1.    | 6        | Mikael Saari              | On It Goes M/T: Mikael Saari                                                        | Weiter geht es            | 26 %                                | 24 %                                | 25 %                                |
| 2.    | 3        | Annica Milán & Kimmo Blom | Good Enough M/T: Jonas Gladnikoff, Matthew Ker, Michael James Down, Primož Poglajen | Gut genug                 | 21 %                                | 22 %                                | 22 %                                |
| 3.    | 2        | Cristal Snow              | Love is blind M/T: Cristal Snow, Jimi Constantine, Samuel Kovanko                   | Liebe ist blind           | 28 %                                | 21 %                                | 22 %                                |
| 4.    | 4        | Rafaela Truda             | Rise Up M/T: Kalle Mäkipelto, Olli-Matti Kalliosaari, Rafaela Truda                 | Erhebt euch               | 08 %                                | 14 %                                | 13 %                                |
| 5.    | 5        | Ylona                     | Blazing Fire M/T: Tero Kaikkonen, Jaakko Salovaara                                  | Loderndes Feuer           | 10 %                                | 14 %                                | 13 %                                |
| 6.    | 1        | Attention 2               | Ready For The Show M/T: Henna Helasvuo, Lasse Turunen                               | Bereit für die Show       | 07 %                                | 05 %                                | 05 %                                |

 Kandidat hat sich für das Finale qualifiziert.

### Drittes Halbfinale
Das dritte Halbfinale fand am 20. Februar 2016 um 20:00 Uhr (MEZ) statt. Sandhja, Tuuli Okkonen und Barbe-Q-Barbies konnten sich für das Finale qualifizieren.
| Platz | Startnr. | Interpret             | Lied Musik (M) und Text (T) | Übersetzung (Inoffiziell)  | Zuschauerstimmen (Televoting & SMS) | Zuschauerstimmen (Televoting & SMS) | Zuschauerstimmen (Televoting & SMS) |
| Platz | Startnr. | Interpret             | Lied Musik (M) und Text (T) | Übersetzung (Inoffiziell)  | Runde 1                             | Runde 2                             | Gesamt                              |
| ----- | -------- | --------------------- | --- | -------------------------- | ----------------------------------- | ----------------------------------- | ----------------------------------- |
| 1.    | 6        | Sandhja               | Sing It Away M: Heikki Korhonen, Markus Savijoki, Milos Rosas, Petri Matara, Sandhja Kuivalainen; T: Sandhja Kuivalainen, Petri Matara, Milos Rosas, Markus Savijoki | Singe es weg               | 29 %                                | 28 %                                | 28 %                                |
| 2.    | 2        | Tuuli Okkonen         | Don’t Wake Me Up M/T: Michael James Down, Primož Poglajen, Dimitri Stassos, Tuuli Okkonen, Johnny Sanchez, Sara Ljunggren                                            | Wecke mich nicht           | 18 %                                | 26 %                                | 24 %                                |
| 3.    | 4        | Barbe-Q-Barbies       | Let Me Out M/T: Janne Saksa, Niki Westerback, Tracy Lipp | Lass mich raus             | 23 %                                | 24 %                                | 24 %                                |
| 4.    | 3        | Gušani Brothers       | Poom Poom M/T: Irfan Gušani, Gušani Brothers | –                          | 14 %                                | 09 %                                | 13 %                                |
| 5.    | 5        | Pietarin Spektaakkeli | Liian kuuma M/T: Pietari Kiviharju, Antti Hynninen | Zu heiß                    | 09 %                                | 08 %                                | 09 %                                |
| 6.    | 1        | Lieminen              | Pehmeiden arvojen vaalijat M/T: Lieminen, Pasi Siitonen | Schützer der weichen Werte | 07 %                                | 05 %                                | 05 %                                |

 Kandidat hat sich für das Finale qualifiziert.

## Finale

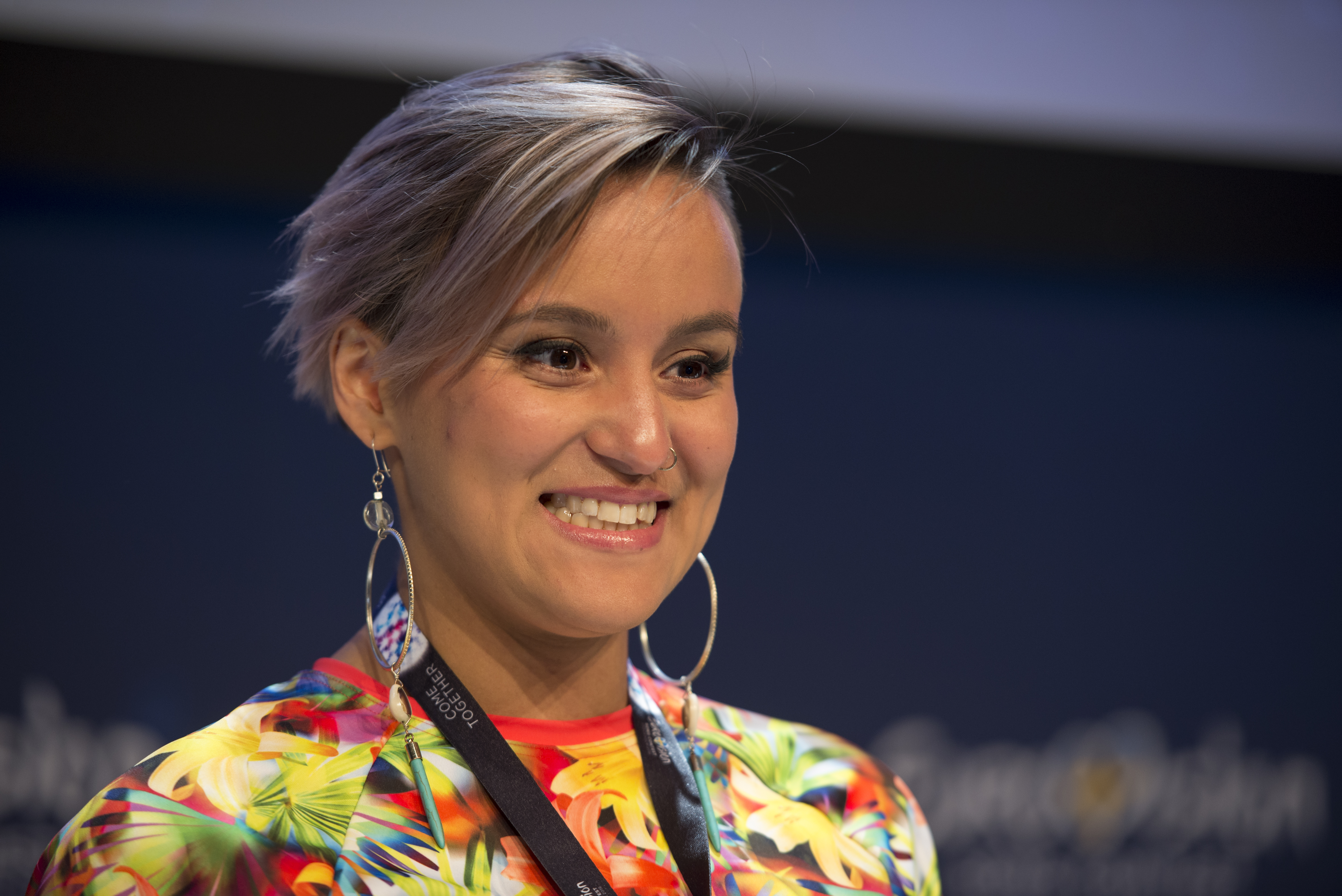
Die Gewinnerin des finnischen Vorentscheides: Sandhja

Das Finale von Uuden Musiikin Kilpailu 2016 fand am 27. Februar 2016 um 20:00 Uhr (MEZ) statt. Die Sängerin Sandhja gewann mit dem Lied Sing It Away die Show. Damit vertrat sie Finnland beim Eurovision Song Contest 2016.
| Platz | Startnr. | Interpret                 | Lied Musik (M) und Text (T) | Punkte Jury | Zuschauerstimmen (Televoting & SMS) | Zuschauerstimmen (Televoting & SMS) | Zuschauerstimmen (Televoting & SMS) | Zuschauerstimmen (Televoting & SMS) | Punkte Gesamt |
| Platz | Startnr. | Interpret                 | Lied Musik (M) und Text (T) | Punkte Jury | Runde 1                             | Runde 2                             | Gesamt (in Prozent)                 | Gesamt                              | Punkte Gesamt |
| ----- | -------- | ------------------------- | --- | ----------- | ----------------------------------- | ----------------------------------- | ----------------------------------- | ----------------------------------- | ------------- |
| 1.    | 7        | Sandhja                   | Sing It Away M: Heikki Korhonen, Markus Savijoki, Milos Rosas, Petri Matara, Sandhja Kuivalainen; T: Sandhja Kuivalainen, Petri Matara, Milos Rosas, Markus Savijoki | 98          | 16 %                                | 14 %                                | 14,4 %                              | 62                                  | 160           |
| 2.    | 8        | Saara Aalto               | No Fear M/T: Saara Aalto | 67          | 11 %                                | 21 %                                | 20,2 %                              | 87                                  | 154           |
| 3.    | 9        | Mikael Saari              | On It Goes M/T: Mikael Saari | 72          | 25 %                                | 17 %                                | 18,4 %                              | 79                                  | 151           |
| 4.    | 5        | Barbe-Q-Barbies           | Let Me Out M/T: Janne Saksa, Niki Westerback, Tracy Lipp | 46          | 12 %                                | 09 %                                | 09,1 %                              | 39                                  | 85            |
| 5.    | 3        | Annica Milán & Kimmo Blom | Good Enough M/T: Jonas Gladnikoff, Matthew Ker, Michael James Down, Primož Poglajen                                                                                  | 35          | 10 %                                | 11 %                                | 10,7 %                              | 46                                  | 81            |
| 6.    | 1        | Cristal Snow              | Love is blind M/T: Cristal Snow, Jimi Constantine, Samuel Kovanko | 41          | 12 %                                | 09 %                                | 09,1 %                              | 39                                  | 80            |
| 7.    | 4        | Eini                      | Draamaa M/T: Janne Rintala | 32          | 04 %                                | 07 %                                | 06,4 %                              | 29                                  | 61            |
| 8.    | 2        | Stella Christine          | Ain’t Got Time for Boys M/T: Stella Christine | 19          | 06 %                                | 07 %                                | 06,5 %                              | 28                                  | 47            |
| 9.    | 6        | Tuuli Okkonen             | Don’t Wake Me Up M/T: Michael James Down, Primož Poglajen, Dimitri Stassos, Tuuli Okkonen, Johnny Sanchez, Sara Ljunggren                                            | 20          | 04 %                                | 05 %                                | 04,9 %                              | 21                                  | 41            |

### Detailliertes Juryvoting
| Startnr. | Lied                    | Parlamentarier | Eurovision-Experten | Finnlandschweden | Musiker | LGBT | YouTuber | Medien | Kinder | Blogger | Bauarbeiter | Gesamt |
| --- | ----------------------- | -------------- | ------------------- | ---------------- | ------- | ---- | -------- | ------ | ------ | ------- | ----------- | ------ |
| 1 | Love is blind           | 8              | 2                   | 6                | 2       | 10   | 4        | 1      | –      | 8       | –           | 41     |
| 2 | Ain’t Got Time for Boys | 2              | –                   | 2                | 6       | –    | –        | –      | 1      | 6       | 2           | 19     |
| 3 | Good Enough             | –              | 8                   | 1                | –       | –    | 8        | 4      | 6      | –       | 8           | 35     |
| 4 | Draamaa                 | 1              | 6                   | –                | 1       | 4    | 1        | 10     | 8      | 1       | –           | 32     |
| 5 | Let Me Out              | 6              | –                   | 8                | 10      | 6    | –        | 8      | 2      | 2       | 4           | 46     |
| 6 | Don't Wake Me Up        | –              | 4                   | –                | –       | 1    | 2        | 2      | 10     | –       | 1           | 20     |
| 7 | Sing It Away            | 12             | 10                  | 10               | 8       | 12   | 12       | 12     | 4      | 12      | 6           | 98     |
| 8 | No Fear                 | 10             | 1                   | 12               | 4       | 2    | 6        | –      | 12     | 10      | 10          | 67     |
| 9 | On It Goes              | 4              | 12                  | 4                | 12      | 8    | 10       | 6      | –      | 4       | 12          | 72     |
| Jury Punktesprecher und Mitglieder |                         |                |                     |                  |         |      |          |        |        |         |             |        |
| - Parlamentarier – Jaana Pelkonen, Aino-Kaisa Pekonen, Kristiina Salonen, Jani Toivola - Eurovision-Experten – Marko Vaittinen, Kaisa Iivonen, Anna Muurinen, Sami Luukela - Finnlandschweden – Janne Grönroos, Jan Wallin, Hannes Wallin, Linda Sundell - Musiker – Hanna Pakarinen, Mikko Tamminen, Aija Puurtinen, Alina Toivanen - LGBT – Mikko Autio, Jenni Ahtiainen, Paula Noronen, Mika Tarvainen - YouTuber – Sonja „Soikku“ Hämäläinen, Roope Lainevuo, Mika Tolvanen, Joona Puhakka - Medien – Ilkka Mattila, Mari Pudas, Marcus Sjöström, Katja Ståhl - Kinder – Eedit Patrakka, Juuso Meklin, Oiva Hyvönen, Eeli Kuosmanen - Blogger – Nimo Samatar, Peeta Peltola, Mikko Toiviainen, Emmi Nuorgam - Bauarbeiter – Joel Jaalas, Pavel Pajunen, Jukka Hilmola, Iiro Aarnikoivu |                         |                |                     |                  |         |      |          |        |        |         |             |        |